# Liste der Raststätten im Nationalstrassennetz der Schweiz
Auf dem Nationalstrassennetz der Schweiz entlang der Autobahnen und Autostrassen gibt es 49 Raststätten.
Raststätten sind Nebenanlagen im Sinne Art. 6 NSV, die Verpflegungsbetriebe sowie dauernd geöffnete Tankstellen und Toiletten anbieten. Im Gegensatz zu Rastplätzen dürfen auf Raststätten seit dem 1. Januar 2021 alkoholische Getränke verkauft werden.

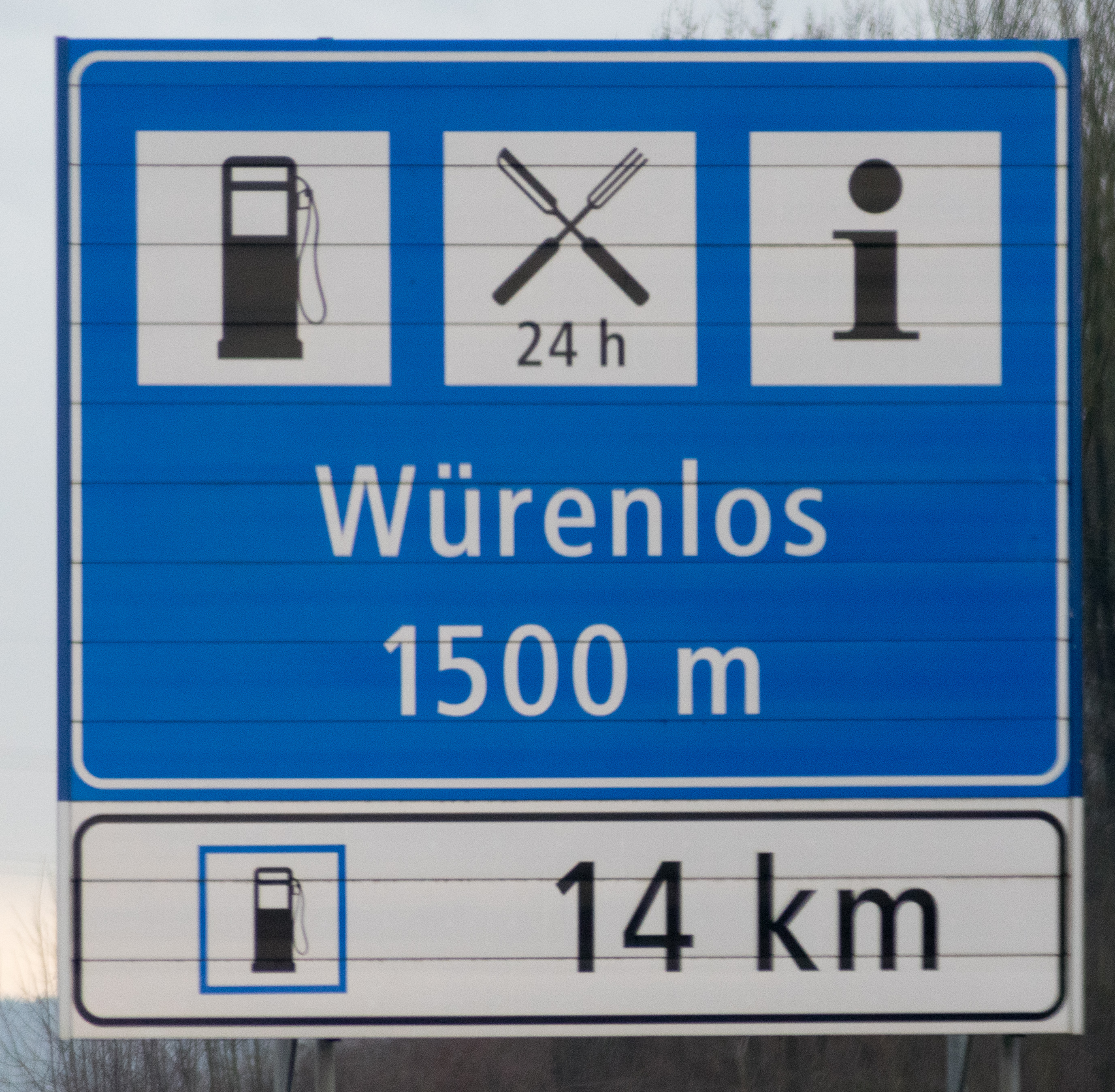
Hinweissignal für eine Autobahn-Raststätte
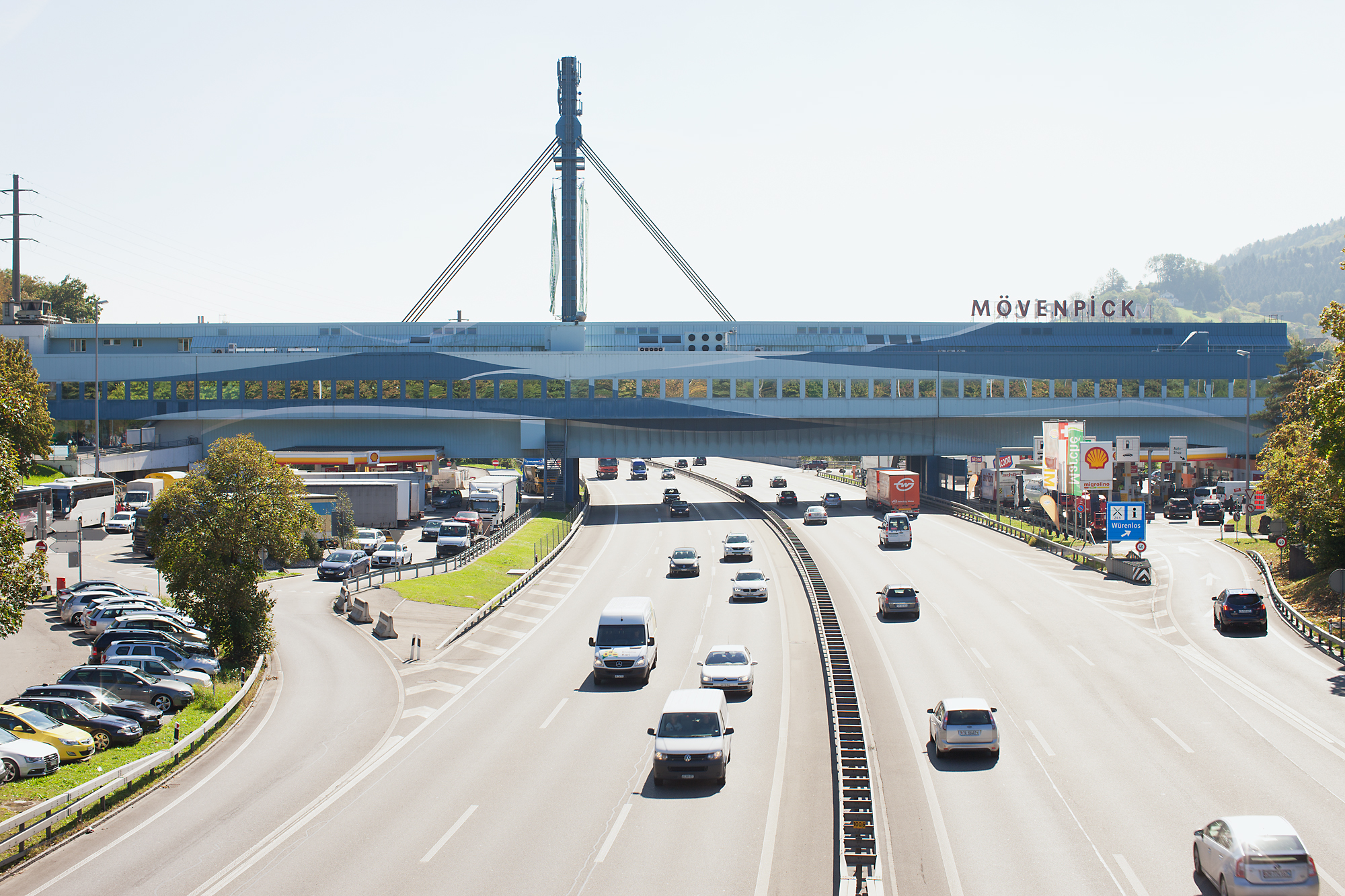
Raststätte Würenlos mit Shopping-Brücke
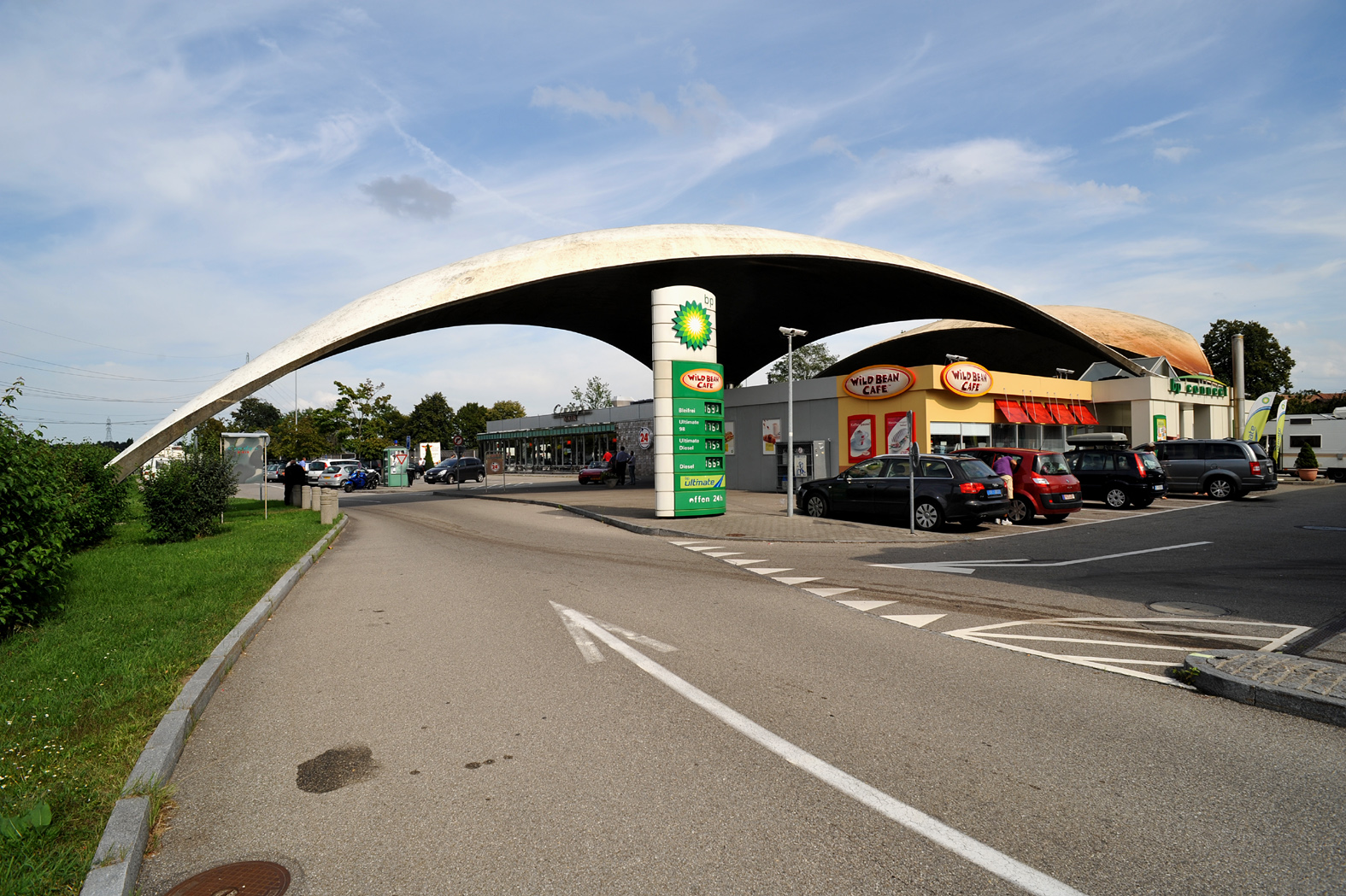
Raststätte Deitingen Süd mit den markanten Isler-Schwingen
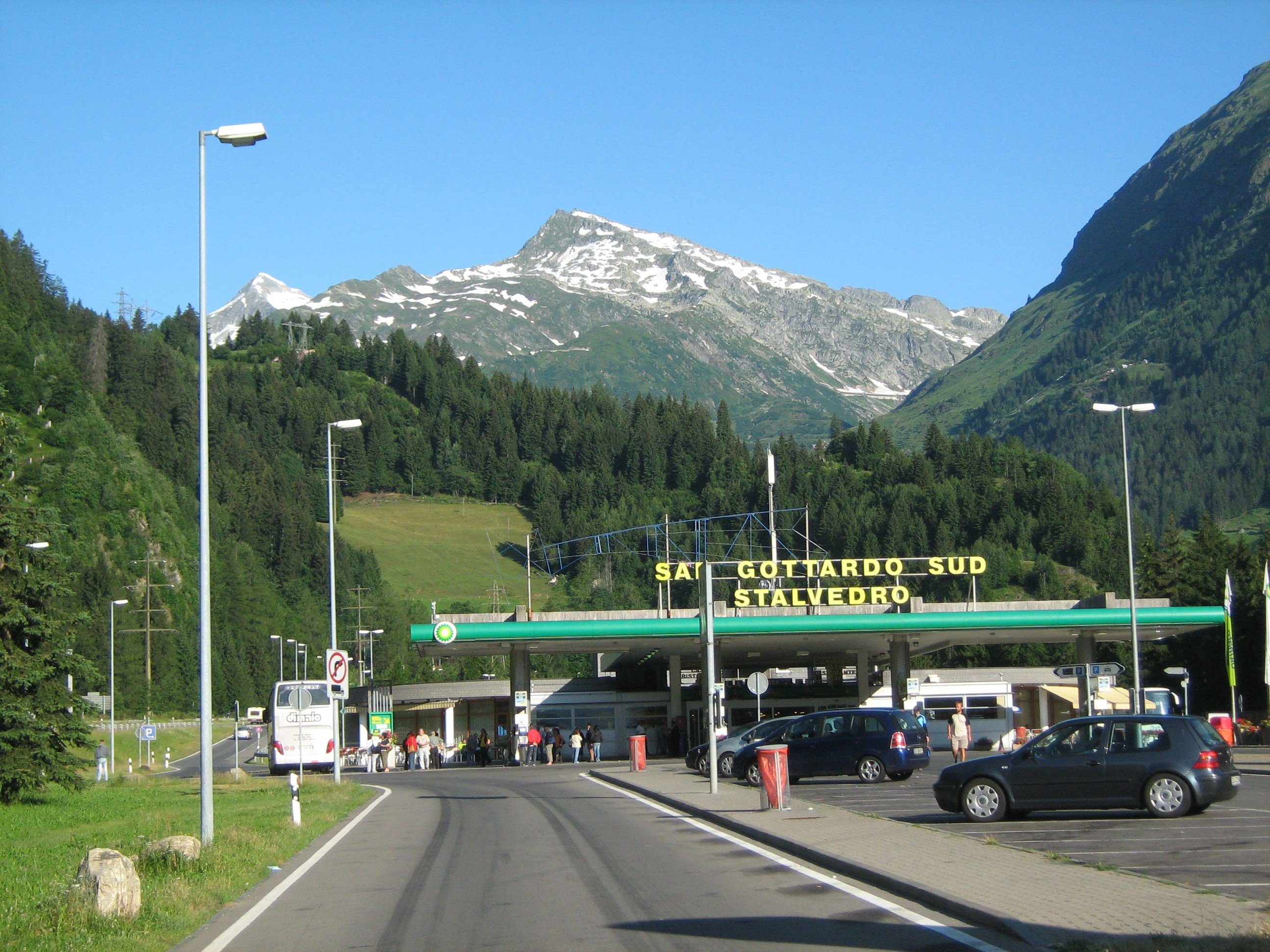
Raststätte San Gottardo Sud im Tessin mit der Fibbia im Hintergrund

| Raststätte          | Autobahn/ Autostrasse | Standortgemeinde       | Kanton | Koordinaten             | Gestaltung                                            |
| ------------------- | --------------------- | ---------------------- | ------ | ----------------------- | ----------------------------------------------------- |
| Bavois              | A1/A9                 | Bavois                 | VD     | 46.67367° N, 6.56999° E | beidseitig der Autobahn, verbunden mit Strassenbrücke |
| Bellinzona-Nord     | A2                    | Bellinzona             | TI     | 46.20971° N, 9.02716° E | einseitig ohne Verbindung                             |
| Bellinzona-Sud      | A2                    | Bellinzona             | TI     | 46.18238° N, 9.00202° E | einseitig ohne Verbindung                             |
| Bergsboden Walensee | A3                    | Quarten                | SG     | 47.11306° N, 9.26642° E | beidseitig mit Unterführung für Fussgänger            |
| Campagnola          | A13                   | San Vittore            | GR     | 46.23190° N, 9.10296° E | einseitig mit Strassenbrücke                          |
| Le Chablais         | A9                    | Yvorne                 | VD     | 46.33849° N, 6.93109° E | beidseitig mit Unterführung                           |
| Coldrerio           | A2                    | Coldrerio, Novazzano   | TI     | 45.85041° N, 8.98384° E | beidseitig mit Unterführung                           |
| La Côte             | A1                    | Bursins, Gilly         | VD     | 46.44585° N, 6.29784° E | beidseitig mit Passerelle                             |
| Deitingen           | A1                    | Flumenthal, Deitingen  | SO     | 47.22732° N, 7.61896° E | beidseitig ohne Verbindung                            |
| Forrenberg          | A1                    | Seuzach                | ZH     | 47.52647° N, 8.73464° E | beidseitig ohne Verbindung                            |
| Fuchsberg           | A3                    | Freienbach             | SZ     | 47.19587° N, 8.75156° E | beidseitig mit Passerelle                             |
| Glarnerland         | A3                    | Glarus Nord            | GL     | 47.13779° N, 9.05031° E | beidseitig mit Unterführung                           |
| Gotthard            | A2                    | Schattdorf, Erstfeld   | UR     | 46.84718° N, 8.63273° E | beidseitig mit Unterführung für Fussgänger            |
| Grauholz            | A1/A6                 | Ittigen                | BE     | 46.98978° N, 7.47659° E | beidseitig mit Strassenbrücke                         |
| La Gruyère          | A12                   | Pont-en-Ogoz           | FR     | 46.68256° N, 7.08638° E | einseitig mit Strassentunnels                         |
| Gunzgen             | A1/A2                 | Gunzgen                | SO     | 47.30946° N, 7.83912° E | beidseitig ohne Verbindung                            |
| Heidiland           | A13                   | Fläsch, Maienfeld      | GR     | 47.01135° N, 9.51186° E | einseitig mit Strassentunnel                          |
| Herrlisberg         | A3                    | Wädenswil              | ZH     | 47.22042° N, 8.66101° E | beidseitig ohne Verbindung                            |
| Kemptthal           | A1/A4                 | Lindau                 | ZH     | 47.45128° N, 8.70132° E | beidseitig mit Strassenbrücke                         |
| Knonaueramt         | A4                    | Obfelden               | ZH     | 47.27150° N, 8.43834° E | beidseitig mit Brückenrestaurant                      |
| Kölliken            | A1                    | Kölliken               | AG     | 47.32696° N, 8.02615° E | beidseitig ohne Verbindung                            |
| Lavaux              | A9                    | Lutry, Bourg-en-Lavaux | VD     | 46.50516° N, 6.71012° E | beidseitig mit Passerelle                             |
| Luzern-Neuenkirch   | A2                    | Neuenkirch             | LU     | 47.11162° N, 8.23305° E | beidseitig mit Strassenbrücke                         |
| Münsingen           | A6                    | Münsingen              | BE     | 46.87797° N, 7.54211° E | beidseitig ohne Verbindung                            |
| Pieterlen           | A5                    | Pieterlen              | BE     | 47.16877° N, 7.35154° E | einseitig mit Strassentunnel                          |
| Pratteln            | A2/A3                 | Pratteln               | BL     | 47.52746° N, 7.70089° E | beidseitig mit Brückenrestaurant                      |
| Rheintal            | A13                   | Sevelen                | SG     | 47.14611° N, 9.50056° E | beidseitig mit Passerelle                             |
| Rose de la Broye    | A1                    | Lully                  | FR     | 46.83163° N, 6.85734° E | beidseitig oberhalb Tunnel                            |
| San Gottardo-Sud    | A2                    | Airolo, Quinto         | TI     | 46.51813° N, 8.65065° E | beidseitig ohne Verbindung                            |
| St-Bernard          | A9                    | Martigny               | VS     | 46.12743° N, 7.06059° E | einseitig mit Strassentunnel                          |
| St. Katharina       | A14                   | Inwil                  | LU     | 47.11902° N, 8.37473° E | beidseitig ohne Verbindung                            |
| St. Margrethen      | A1                    | St. Margrethen         | SG     | 47.46112° N, 9.60318° E | beidseitig ohne Verbindung                            |
| Thurau              | A1                    | Zuzwil                 | SG     | 47.46037° N, 9.09377° E | beidseitig mit Unterführung                           |
| Viamala Thusis      | A13                   | Thusis                 | GR     | 46.71268° N, 9.44552° E | einseitig mit Strassenbrücke                          |
| Weinland            | A4                    | Adlikon                | ZH     | 47.58116° N, 8.68294° E | beidseitig mit Passerelle                             |
| Würenlos            | A1/A3                 | Würenlos               | AG     | 47.43857° N, 8.34750° E | beidseitig mit Brückenrestaurant                      |

An der deutschen Autobahn 5 bei Basel wird in Fahrtrichtung Schweiz, nach der Zollstation, aber noch auf deutschem Staatsgebiet, eine Raststätte der Schweizer Autobahn A2 betrieben (Raststätte Basel-Weil).
An der A3 wurde bis 2003 bei Obstalden am Kerenzerberg die Raststätte «Walensee» betrieben, die seit der Eröffnung des Kerenzertunnels 1986 nur noch einseitig bedient werden konnte.

## Fussnoten
1. ↑  So in der Jahresbroschüre Strassen und Verkehr 2022. Entwicklungen, Zahlen, Fakten. Bundesamt für Strassen, Bern 2022. Ohne Doppelzählung einiger beidseitig der Autobahn bzw. Autostrasse vorhandener Raststätten sind es die hier aufgelisteten 36 Raststätten.
2. ↑  AS 2020 2137
3. ↑  Herrlisberg Nord (Fahrtrichtung Zürich) seit Oktober 2022 wegen Neubau geschlossen. Francesca Prader: Rock-’n’-Roll-Fans nehmen Abschied von Cindy’s Diner. Tages-Anzeiger, 23. Oktober 2022.
4. ↑  erste Schweizer Autobahntankstelle, eröffnet am 16. August 1967, mit einem Eisenbahnwaggon als Restaurant, vgl. Tanken, pinkeln, essen: Die erste Autobahnraststätte der Schweiz. Schweizer Fernsehen, 16. August 2017.
5. ↑  Abweichende Schreibweise in Fahrtrichtung Bellinzona: San Gottardo Sud (ohne Bindestrich)
6. ↑  mit Betonung auf zweiter Silbe
7. ↑  Alkohol an Basels Autobahn: Prosit im Niemandsland. barfi.ch, 12. Januar 2016.
8. ↑  Die «Geister-Raststätte» am Walensee wird weiter vor sich hin lottern. In: Watson. 12. Mai 2021, abgerufen am 31. Januar 2023.
9. ↑  «Ein Privater hat keine Chance mit diesem Haus». In: 20 Minuten. 21. Juni 2016, abgerufen am 31. Januar 2023.

- Karte mit allen Koordinaten:
- OSM |
- WikiMap